# Port lotniczy Tomas de Heres
Port lotniczy Tomas de Heres (IATA: CBL, ICAO: SVCB) – port lotniczy położony w Ciudad Bolivar, w stanie Bolivar, w Wenezueli.